# Longmeadow (Massachusetts)
Longmeadow – miasto w Stanach Zjednoczonych, w stanie Massachusetts, w hrabstwie Hampden.